# Torre de Moncorvo (freguesia)
Torre de Moncorvo es una freguesia portuguesa del municipio de Torre de Moncorvo, con 35,88 km² de superficie y 3033 habitantes (2001). Su densidad de población es de 84,5 hab/km².